# Distretto municipale di Offinso
Il distretto municipale di Offinso (ufficialmente Offinso Municipal District, in inglese) è un distretto della regione di Ashanti del Ghana.